# Vượn tay trắng
Vượn tay trắng (danh pháp: Hylobates lar) là loài linh trưởng thuộc họ Vượn. Đây được coi là một trong những loài vượn khôn ngoan nhất và thường gặp trong các vườn thú.

## Phân bố
Trong lịch sử, vượn tay trắng từng phân bố trong phạm vi từ tây nam Trung Quốc đến Thái Lan và Myanmar, gồm cả toàn bộ bán đảo Mã Lai, trong các khu rừng mưa nhiệt đới nguyên sinh và thứ sinh. Loài này cũng xuất hiện ở đông bắc đảo Sumatra. Trong các thập kỉ vừa qua, số lượng và khu vực sinh sống của vượn tay trắng thu hẹp nhanh chóng, loài này có khả năng bị tuyệt chủng tại Trung Quốc.

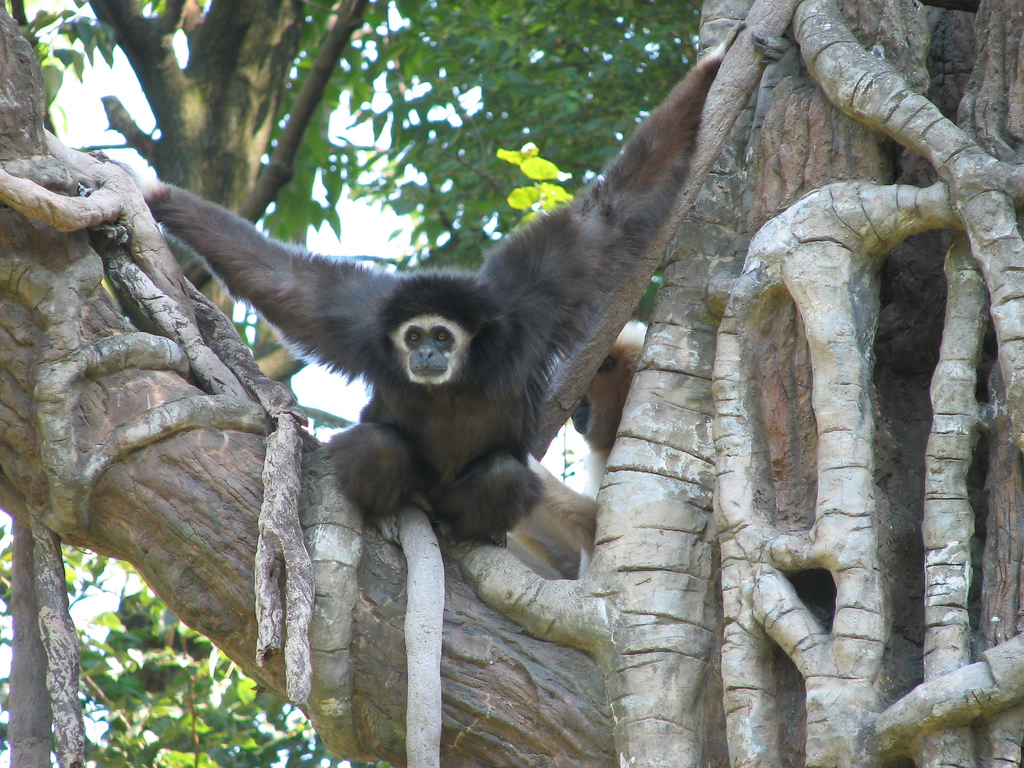
Climbing Lar Gibbon at Cincinnati Zoo

## Tình trạng
Vượn tay trắng gặp phải nhiều mối đe dọa: bị săn bắn để lấy thịt, vượn cha mẹ bị giết để đem vượn con về làm thú nuôi và mối đe dọa lớn nhất là bị mất môi trường sống.

## Các phân loài
Có năm phân loài vượn tay trắng:
- Vượn tay trắng Malaysia, Hylobates lar lar
- Vượn tay trắng Carpenter, Hylobates lar carpenteri
- Vượn tay trắng trung tâm, Hylobates lar entelloides
- Vượn tay trắng Sumatra, Hylobates lar vestitus
- Vượn tay trắng Vân Nam, Hylobates lar yunnanensis (có thể đã tuyệt chủng)

## Hình ảnh

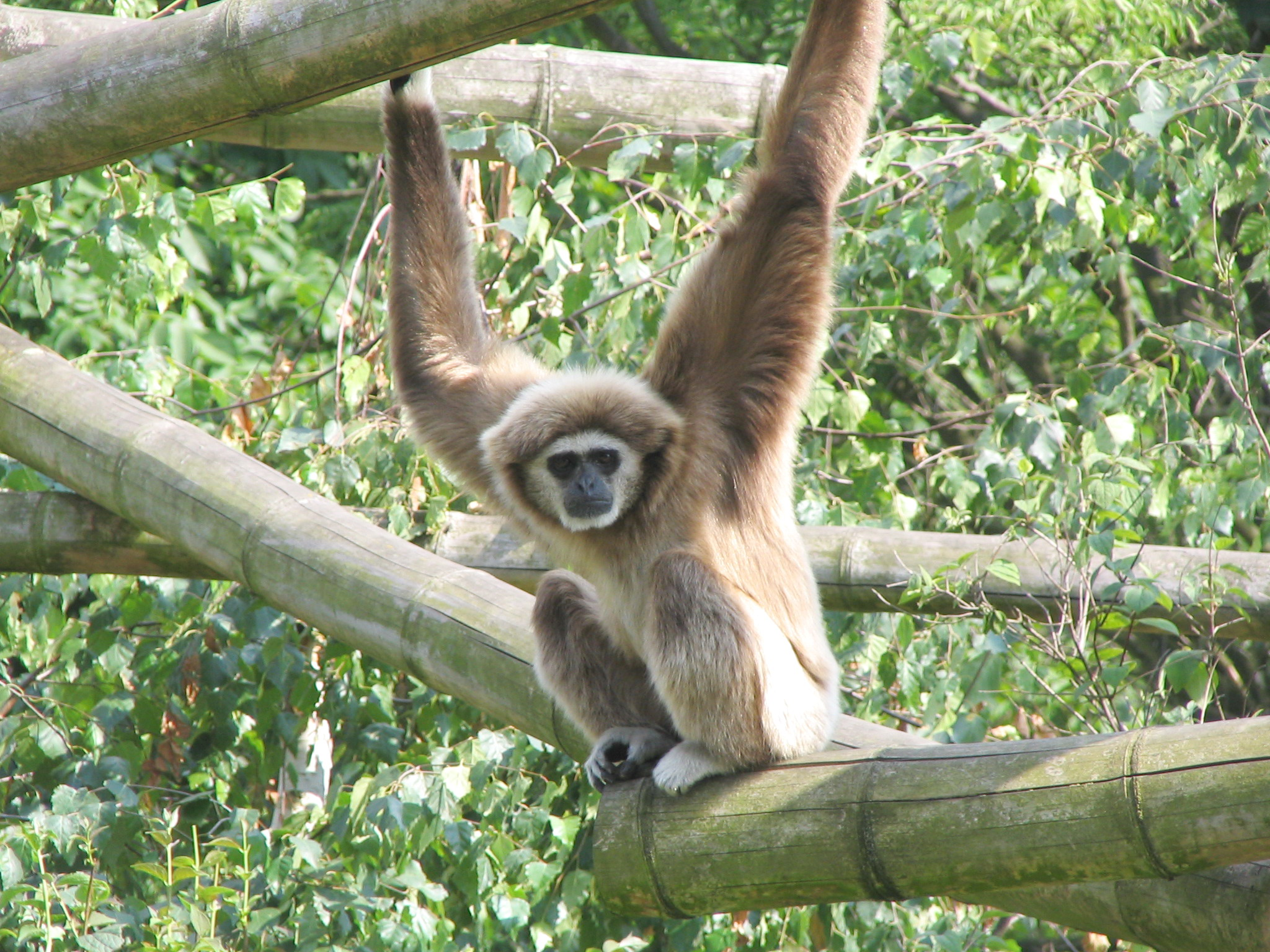
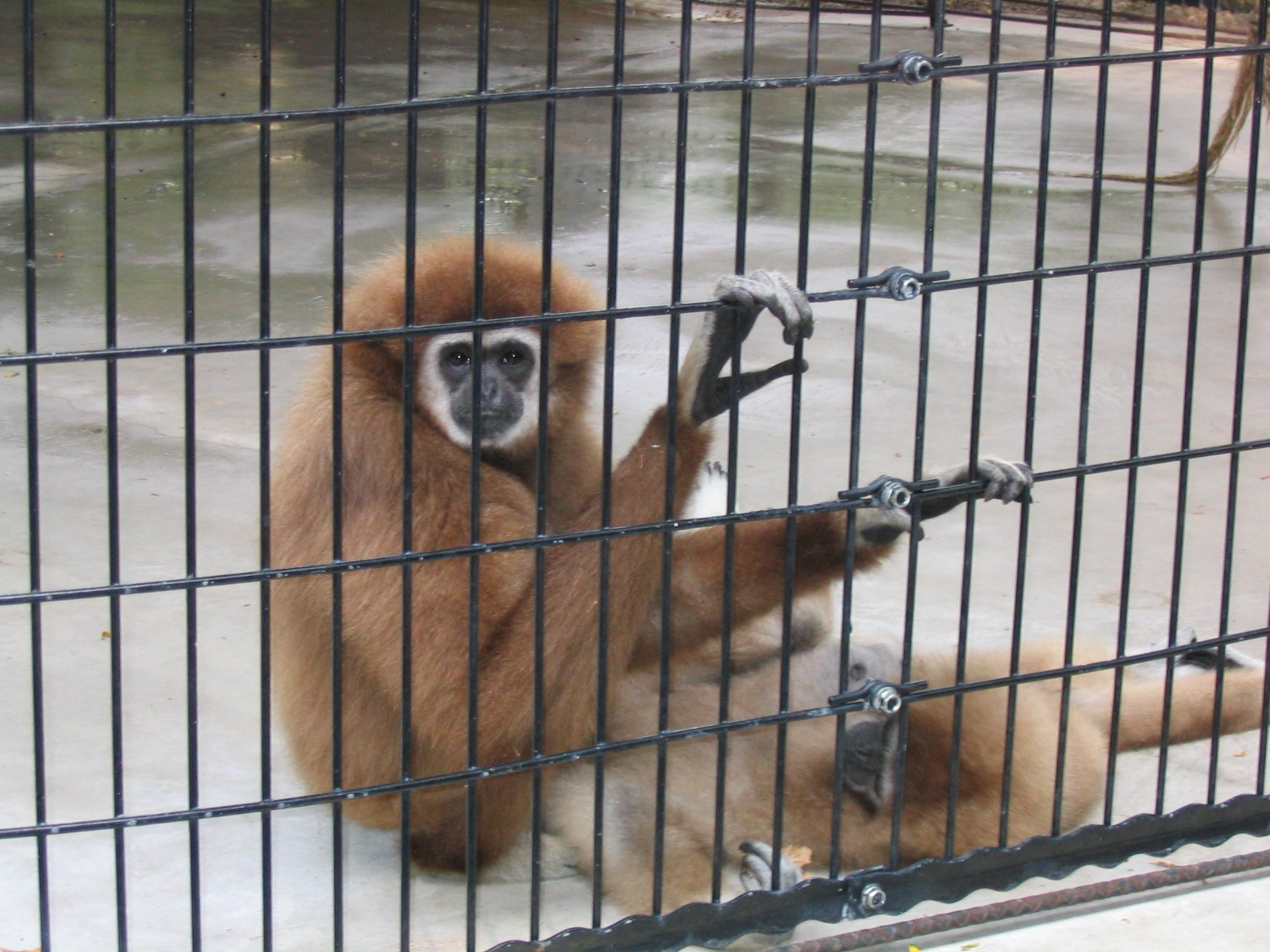
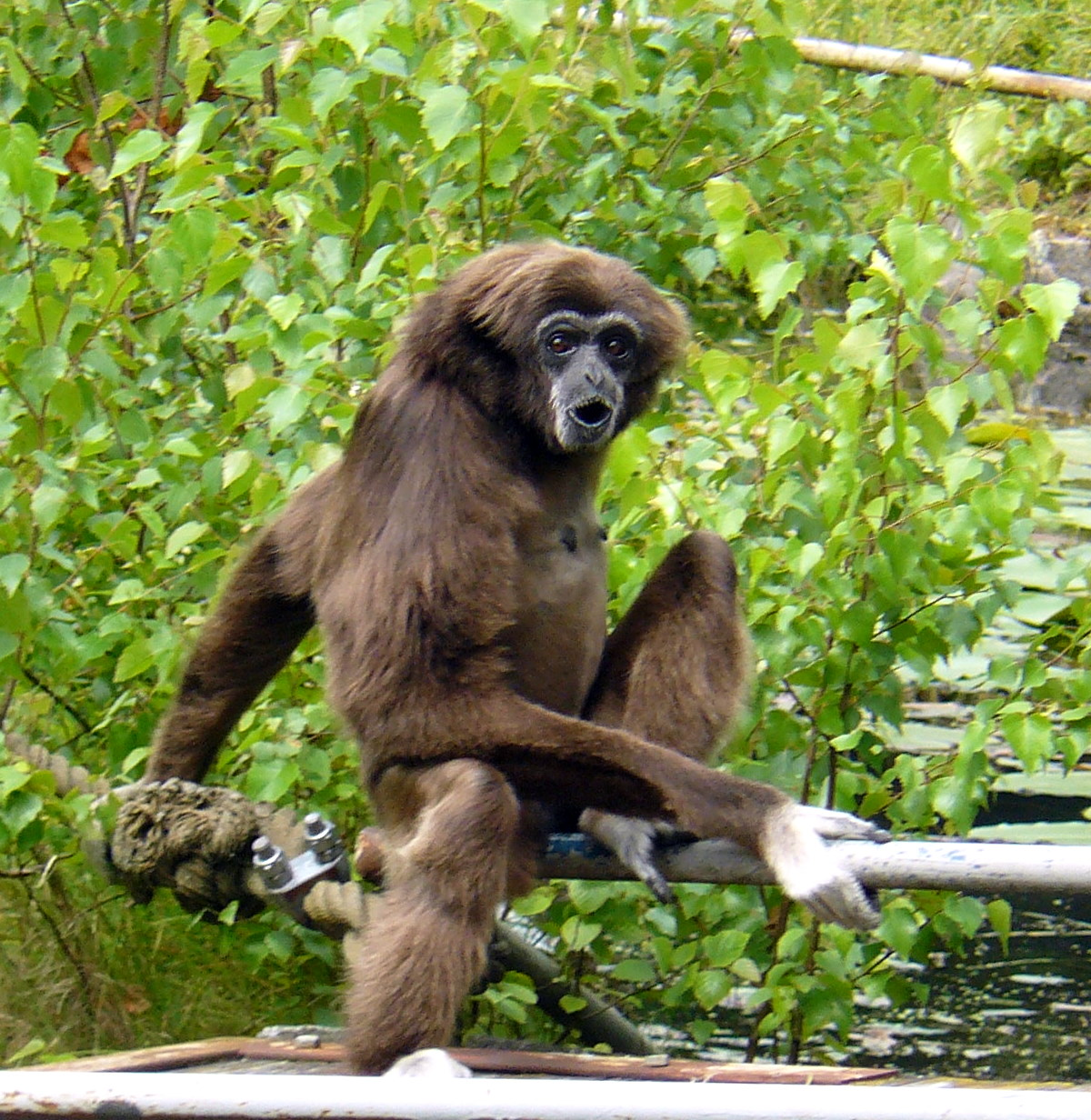